# Famille Vespucci
Pour les articles homonymes, voir Vespucci.
La famille Vespucci est une ancienne famille noble de Florence, originaire de Peretola (it). Surtout connue par Amerigo Vespucci, elle compte parmi les principales familles alliées aux Médicis. Famille de mécènes, comptant parmi ses membres 25 prieurs et 3 gonfaloniers de justice, elle commandait des œuvres d'art à des artistes tels que Sandro Botticelli et Domenico Ghirlandaio et exerçait une influence  sur la vie politique florentine.

## Histoire
La famille, dont les premiers représentants connus sont un certain Vespuccio et un certain Spinello, s'était installée à Florence à la fin du XIIIe siècle, se consacrant aux activités manufacturières et bancaires qui sont à l'origine de la fortune de la ville. Ils eurent trois gonfaloniers de justice et occupèrent jusqu'à vingt-cinq fois la fonction de prieur de la République florentine.
Les Vespucci avaient leurs maisons dans la zone du Prato di Ognissanti et furent parmi les principaux responsables de l'embellissement de l'église d'Ognissanti, où ils avaient leur chapelle peinte à fresque par Domenico Ghirlandaio.

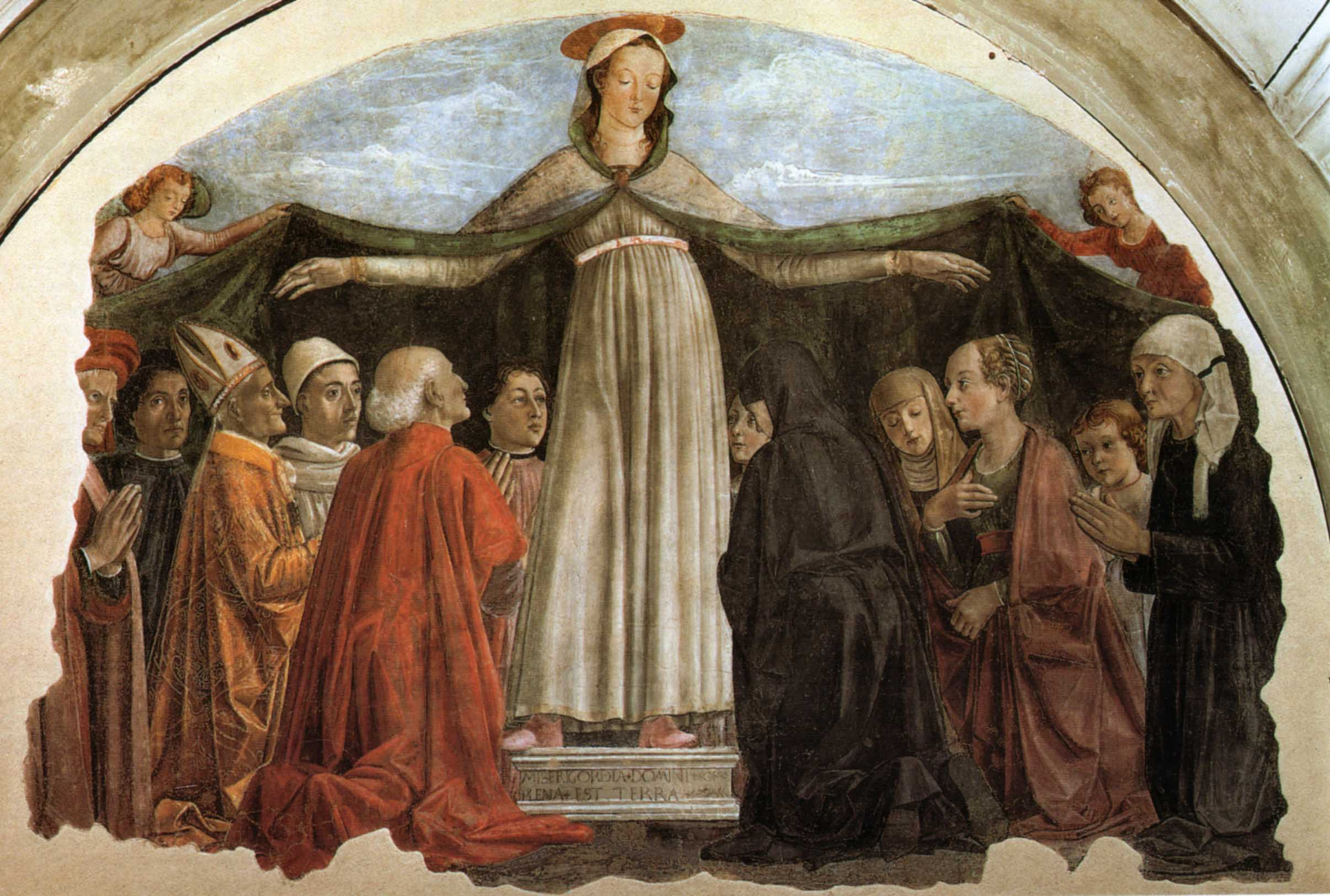
Domenico Ghirlandaio, Madonna della Misericordia, cet ouvrage contient de nombreux portraits de membres de la famille Vespucci, dont peut-être Amerigo (premier à gauche de la Vierge).

Le palais familial était situé à Borgo Ognissanti (it), où se trouve désormais le siège historique de l' Ospedale vecchio di San Giovanni di Dio (it), fondé grâce à une donation de Simone di Piero Vespucci en 1382-1388. Un autre palais important se trouvait dans la Via dei Servi (Palazzo Incontri), riche en œuvres d'art qui ont été dispersées. Un autre bien de la famille se trouve via San Felice a Ema, villa Ridolfi (it) (ou Il Ronco), sur la façade de laquelle se trouve une plaque rappelant que le Amerigo y a passé son enfance. 

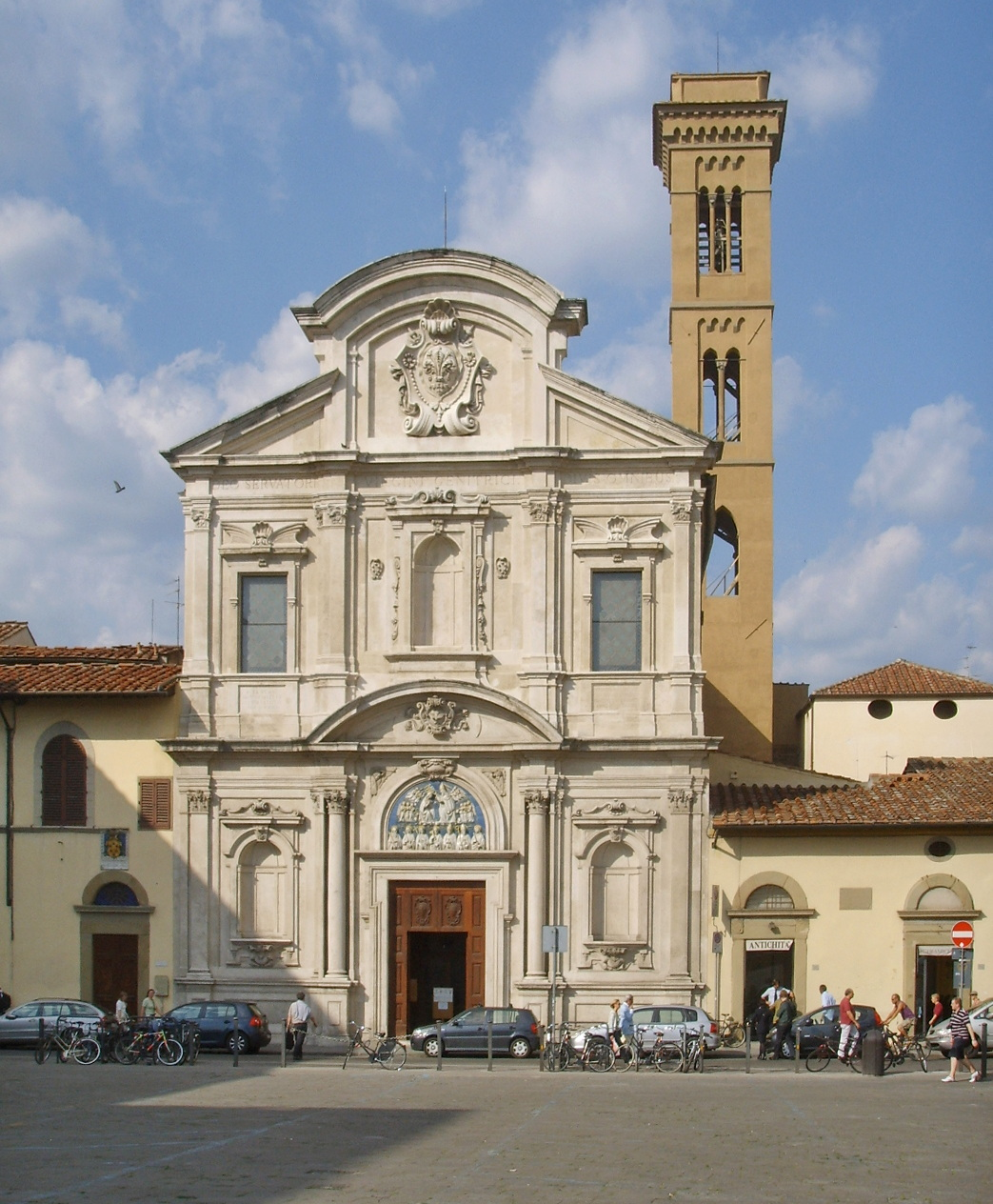
Chiesa di Ognissanti, sous le patronage de la famille Vespucci.
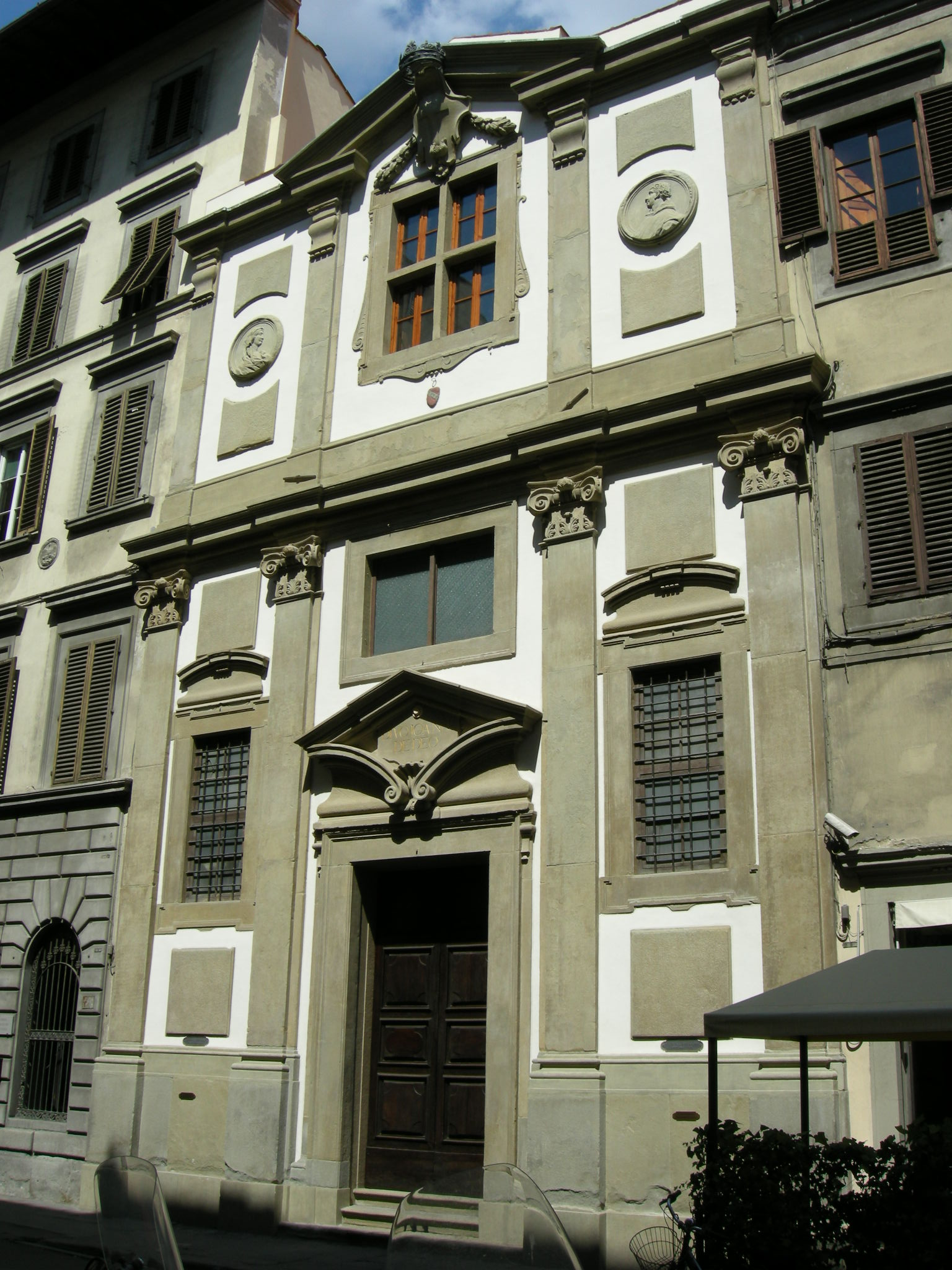
L'église Ospedale vecchio di San Giovanni di Dio', construite en incorporant les anciens palais de la famille Vespucci.
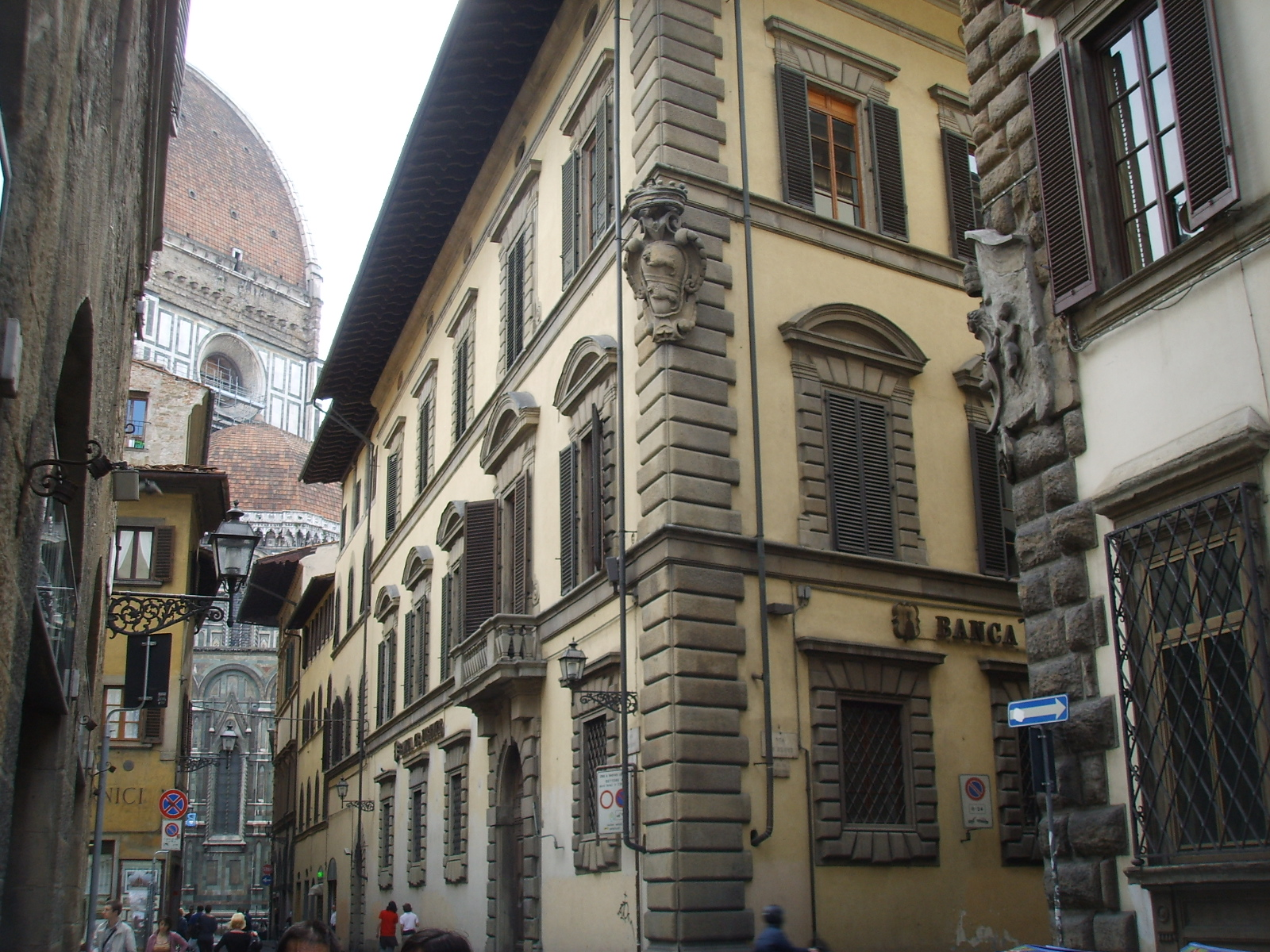
Firenze, Palazzo Incontri (Vespucci).

La vocation de la famille pour le commerce maritime se manifeste dans la figure de Pietro Vespucci, commandant d'une galère florentine construite à Pise, avec laquelle il fait des échanges en Orient, troquant des laines et des soies contre des épices rares. Accusé d'avoir participé à la conspiration des Pazzi (1478), il est disculpé grâce à ses parents actifs dans les banques de prêt de Naples qui sollicitent l'aide du roi Ferdinand .
Au XVe siècle, les bonnes relations entre les Médicis et Vespucci sont attestées par l'envoi de Guidantonio Vespucci au roi de France par Laurent le Magnifique, pour demander une aide militaire et monétaire pour contrecarrer l'attaque de Sixte IV.
À la même époque, Simonetta Cattaneo, mariée à Marco Vespucci, fils de Pietro, fait une apparition remarquée dans la vie sociale et artistique florentine. La noble femme originaire de Gênes  a été fixée par sa mort prématurée à vingt-trois ans en 1476. Giuliano de' Medici en tomba amoureux, tout comme Botticelli, qui en fit sa muse. Des poèmes lui sont consacrés par Ange Politien (qui l'appelle « la Sans pareil »), Luigi Pulci et Laurent le magnifique, tandis que parmi les artistes, elle est représentée par Piero di Cosimo et par Botticelli, qui l'immortalise également dans la  Naissance de Vénus.

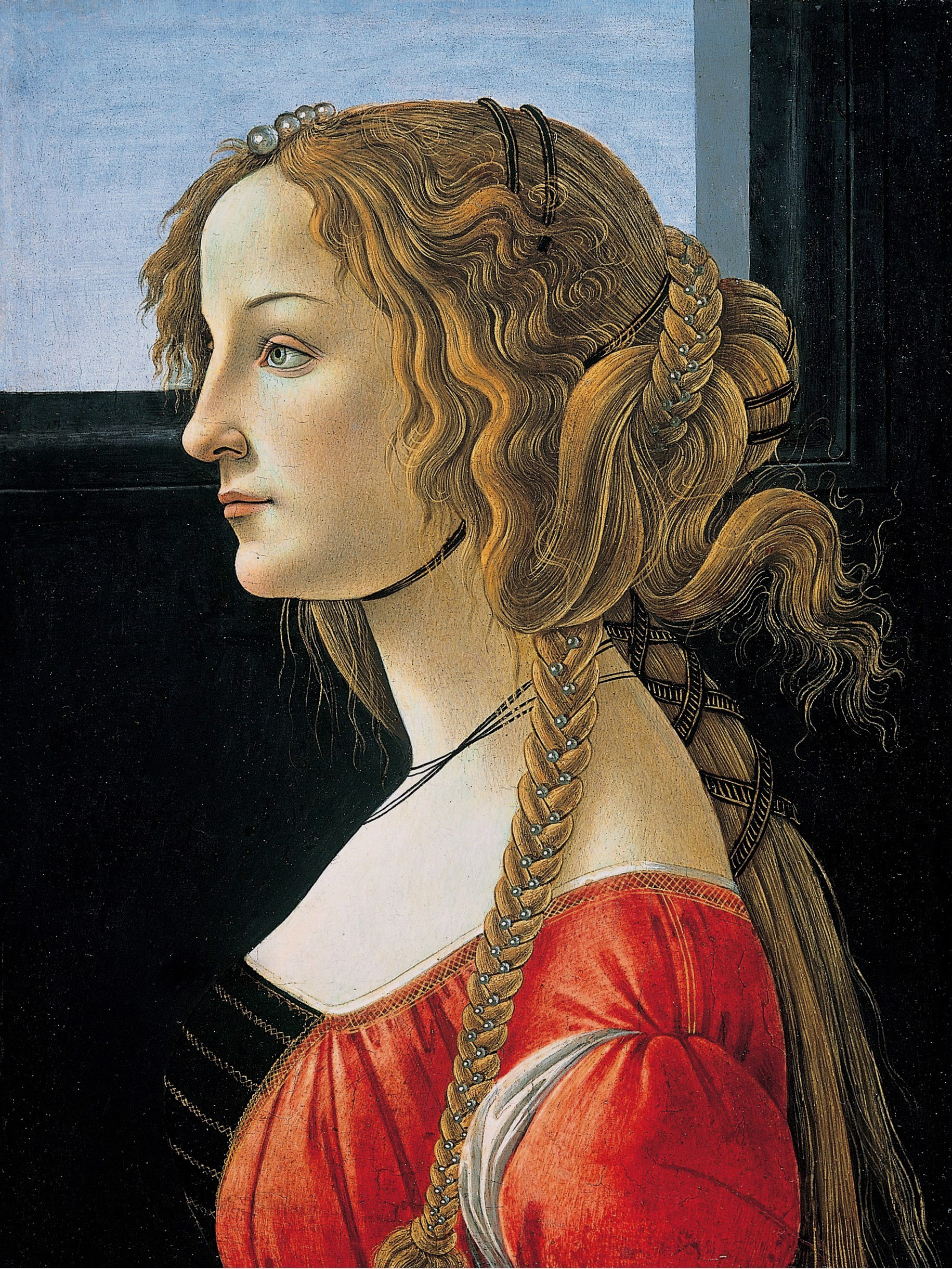
Portrait de Simonetta Vespucci (posthume) (v. 1476-1480) par Sandro Botticelli.
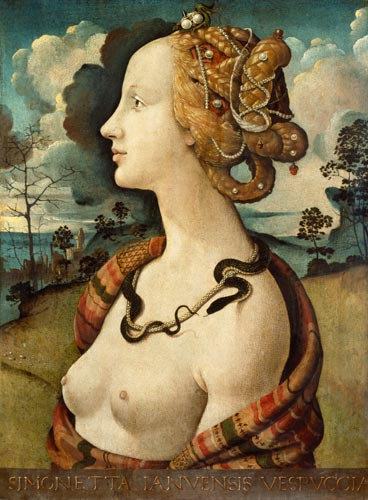
Portrait de Simonetta Vespucci de Piero di Cosimo (c. 1480), musée Condé de Chantilly.

Amerigo Vespucci découvre l'Amérique. Gravure de Jan Galle, d'après Jan van der Straet, 1638.

La branche principale de la famille descendait de Simone, qui avait fondé l'hôpital, tandis que les branches secondaires étaient nombreuses. Parmi elles, celle de Nastagio Vespucci, notaire. Son fils est Amerigo Vespucci, qui donna son nom au continent américain. Ayant obtenu la confiance de Lorenzo di Pierfrancesco de Médicis, cousin au second degré du Magnifique, il devint administrateur de ses biens et fut  envoyé à Séville pour superviser les affaires d'une succursale locale de la banque des Médicis. C'est là qu'Amerigo développa le désir de s'aventurer dans la navigation transatlantique, entreprenant des voyages qui lui permirent de découvrir de vastes étendues de côtes américaines, à tel point que les cartographes, lorsqu'ils comprirent qu'ils avaient affaire à un nouveau continent, décidèrent de l'appeler par son nom, qui, en latin, se traduisait par « Americus ».

## Armoiries
Les armoiries de la famille Vespucci : Sur un champ rouge, une bande bleue est semée de guêpes d'or. À partir de 1463, un vase d'or rempli de violettes a été ajouté à un quart de franc d'argent, par concession du pape Paul III. Après les voyages d'Amerigo, l'emblème de l'aigle en vol tenant dans son bec le parchemin « Omnem terram » (dans tous les pays) a été adopté.[réf. nécessaire]